# 드미트리예프-리고프스키
드미트리예프-리고르스키(러시아어: Дмитриев-Льговский), 공식 명칭 드미트리예프(러시아어: Дмитриев)는 쿠르스크주에 있는 도시이다. 인구: 6,317 (2021년 인구 조사); 7,728 (2010년 인구 조사); 8,838 (2002년 인구 조사); 11,187 (1989년 인구 조사).